# Martin Semmelrogge

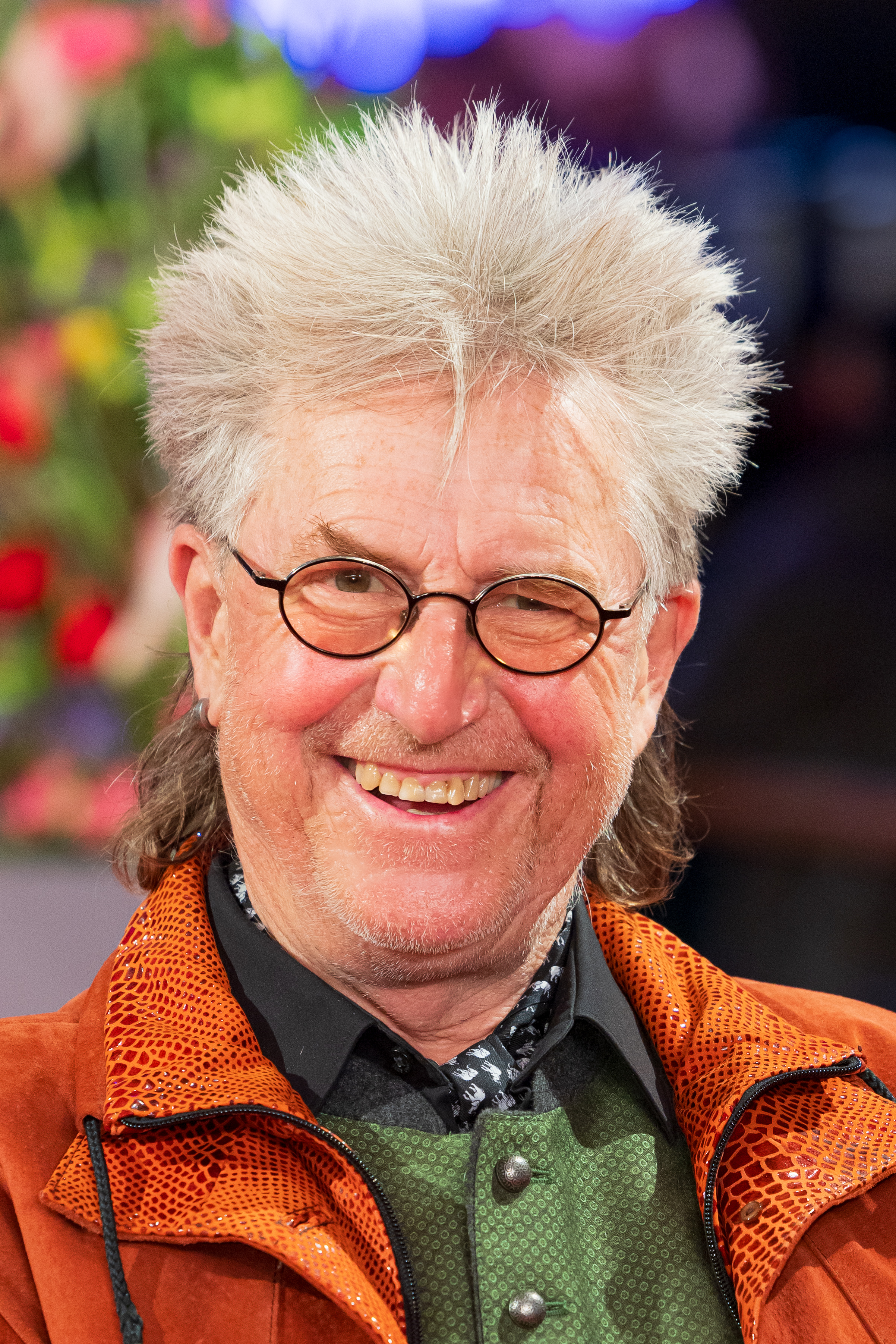
Martin Semmelrogge auf der Berlinale 2023

Martin Semmelrogge (* 8. Dezember 1955 in Eckwälden) ist ein deutscher Schauspieler und Synchronsprecher.

## Leben

### Berufliche Karriere

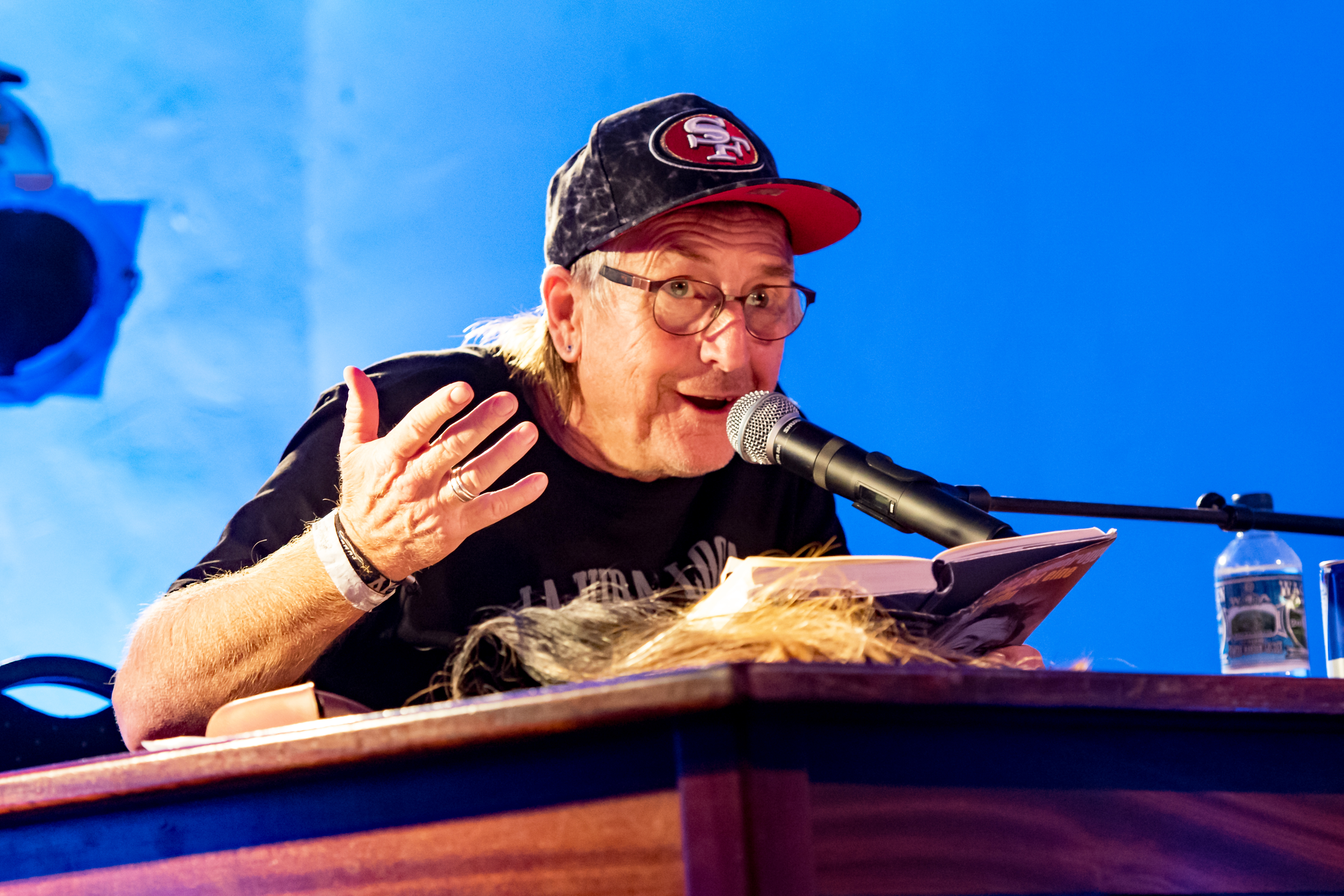
Martin Semmelrogge bei einer Lesung bei den Wacken Winter Nights 2017

Martin Semmelrogge ist der ältere Sohn des Schauspielers und Regisseurs Willy Semmelrogge und dessen Frau Ursula Anna, geb. Börner. Er wurde in Eckwälden (heute Ortsteil von Bad Boll) geboren und besuchte eine Waldorfschule. 1961 wurde sein jüngerer Bruder Joachim Bernhard Semmelrogge geboren, der später unter dem Pseudonym Joachim Bernhard ebenfalls als Schauspieler auftrat.
Inspiriert durch seinen Vater, arbeitete Martin Semmelrogge bereits mit zwölf Jahren beim Bayerischen Rundfunk als Hörspielsprecher. Auf den Schauspielberuf bereitete er sich mit privatem Unterricht vor. Seine Karriere als Schauspieler begann er mit 16 Jahren als Darsteller eines jugendlichen Vatermörders in der Fernsehserie Der Kommissar. Später übernahm er Fernsehrollen in Tadellöser & Wolff, der Powenzbande und Die Straßen von Berlin. Sehr häufig spielte er bereits in jungen Jahren Rollen in den „klassischen“ Krimiserien wie Derrick, Tatort, Der Alte und Ein Fall für zwei, zumeist zwielichtige Personen oder jugendliche Kriminelle. Auch in der heute noch populären Kinderfilmproduktion Die Vorstadtkrokodile mimte er den kriminellen älteren Bruder.
Der Durchbruch gelang ihm 1981 mit einem der weltweit erfolgreichsten deutschen Filme (Das Boot) als Darsteller des spitzbübischen 2. Wachoffiziers. 1993 folgte die Rolle des Willi Riesenhuber, eines SS-Offiziers, in Steven Spielbergs Schindlers Liste. Des Weiteren spielte Semmelrogge in den 1980er Jahren in einzelnen Episoden von bekannten deutschen Fernsehserien mit wie Der Fahnder, Praxis Bülowbogen, Liebling Kreuzberg und mehrfach im Großstadtrevier (u. a. in „Die Geiselnahme“). In den 1990er Jahren setzte er seine Seriendreharbeiten fort bei Die Männer vom K3, Freunde fürs Leben, Anna Maria – Eine Frau geht ihren Weg, Küstenwache und in mehreren Episoden von Die Straßen von Berlin. In der Tatort-Folge Bienzle und der Champion spielte er den Kneipier Jaco Riewers. Die Serienauftritte ziehen sich auch weiter fort in den 2000er Jahren mit Episoden bei Siska, SOKO verschiedener Städte, Die Rosenheim-Cops und auch bei Pfarrer Braun. Spielfilmrollen bekam er 2002 in dem Film Geliebte Diebin, wo er einen Ober im Gourmetrestaurant spielte, 2004 in Agnes und seine Brüder als Manni Moneto. 2007 war er in Neues vom Wixxer als „der scharfe Eddie“ zu sehen. 2009 spielte er in der Neufassung von Die Vorstadtkrokodile den Besitzer eines Minigolfplatzes.
Seit 2008 ist Semmelrogge auch auf Theaterbühnen präsent. So spielte er im Sommertheater am Hausruck in Wolfsegg im Franzobel-Stück Zipf über das gleichnamige Mauthausen KZ-Nebenlager Redl-Zipf einen Nazi. Weiterhin ist Semmelrogge für die Vertonung der Autobiographie des englischen Musikers Lemmy Kilmister zuständig, die im selben Jahr als Hörbuch erschien.
In der Neuinszenierung der Rocky Horror Show im Berliner Admiralspalast war er im Herbst 2008 als deutscher Erzähler des ansonsten englischsprachigen Musicals zu sehen. Im Sommer 2009 spielte er den Colonel Brinkley bei den Karl-May-Spielen in Bad Segeberg.
Im Sommer 2010 übernahm Semmelrogge beim Piraten-Open-Air in Grevesmühlen die Rolle des Israel Hands für den erkrankten Benjamin Kernen.

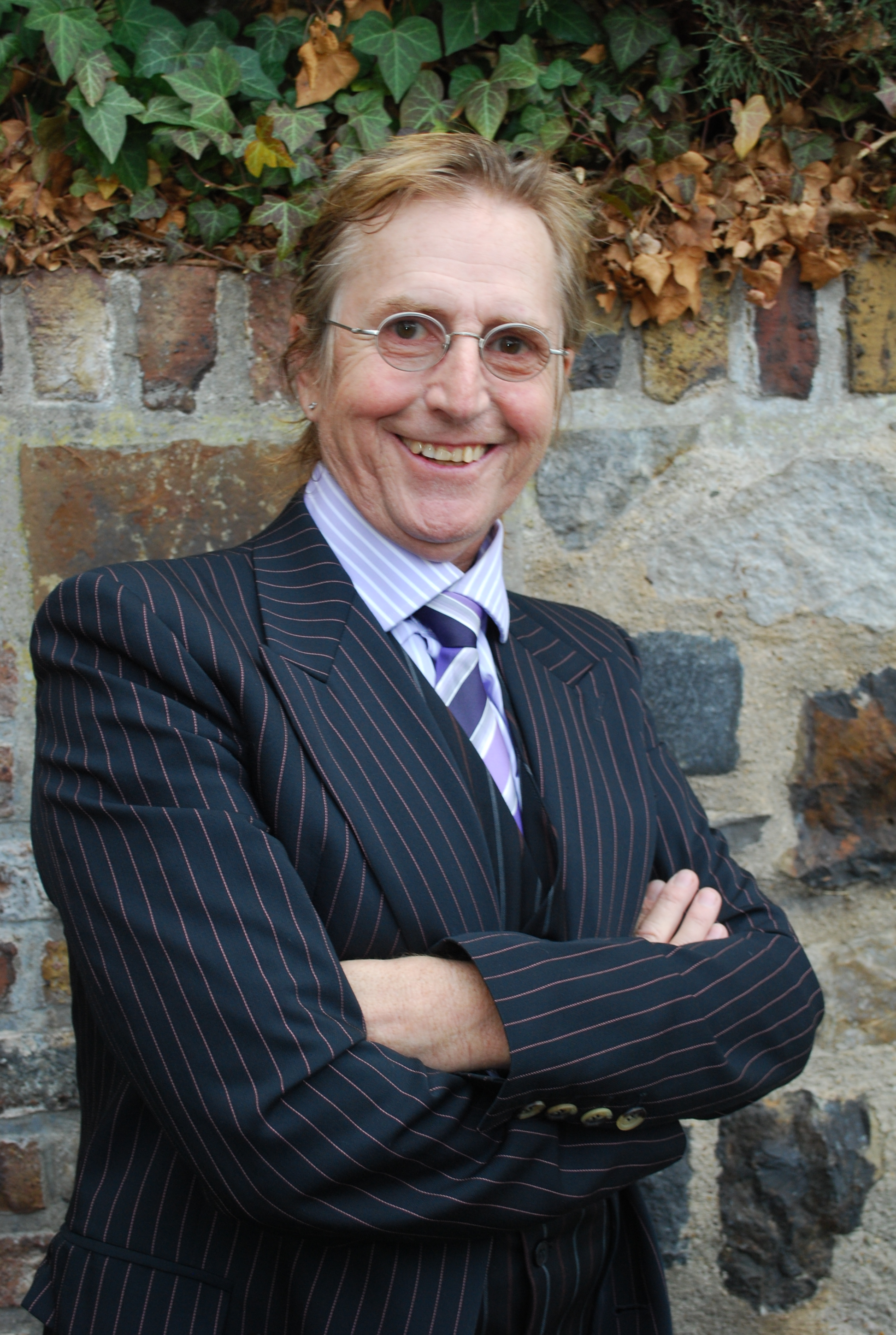
Martin Semmelrogge (2011)

Nach diesem Erfolg stand er dort auch im Sommer 2011 wieder auf der Bühne, diesmal aber in der Rolle des legendären Piraten Sir Stede Bonnet. Die gleiche Rolle übernahm er auch in der Spielzeit 2012. Zuletzt war er im Kleinen Theater in Bonn-Bad Godesberg zu sehen. Bis Dezember 2013 spielte er dort mit seinem Sohn in Die toten Augen von London.
Vom 13. bis 27. September 2013 war er Teilnehmer in der Reality-Show Promi Big Brother von Sat.1 und erreichte dort den 5. Platz.
Im Sommer 2014 trat Semmelrogge in 58 Aufführungen als Gangsterboss Weller in Unter Geiern bei den Karl-May-Festspielen in Elspe auf.
Im Sommer 2017 war er zusammen mit seiner Ehefrau Sonja Semmelrogge Teilnehmer in der Reality-Show Das Sommerhaus der Stars – Kampf der Promipaare von RTL und schied bereits in der ersten Folge aus.
Im Januar 2023 sollte Semmelrogge Kandidat der 16. Staffel von Ich bin ein Star – Holt mich hier raus! sein. Er erhielt jedoch wegen seiner Vorstrafen kein Visum für den Drehort Australien und wurde durch Djamila Rowe ersetzt.

### Privatleben
Semmelrogge war von 1985 bis 1991 mit Susanne Semmelrogge und von 1998 bis zu deren Tod 2018 mit der Regisseurin und Künstleragentin Sonja Semmelrogge verheiratet. Monate zuvor hatten sie sich getrennt. Er wohnte mit ihr unter anderem in Ventura (Kalifornien), Mallorca und Boltenhagen. Martin Semmelrogges Kinder, die Schauspieler Dustin Semmelrogge und Joanna Semmelrogge, stammen aus Beziehungen vor und zwischen den Ehen.
Am 5. Oktober 2023 heiratete Martin Semmelrogge die Eventmanagerin Regine Prause.
Seit den 1980er Jahren stand Semmelrogge wiederholt vor Gericht und wurde zu mehreren Geld- und Freiheitsstrafen verurteilt, überwiegend wegen Verkehrsdelikten wie Fahren ohne Fahrerlaubnis, aber auch wegen Ladendiebstahls und Drogenbesitzes. Zeitweise befand er sich auch als Freigänger in Strafhaft. Wegen Überschuldung wurde Mitte Dezember 2014 ein Privatinsolvenzverfahren gegen ihn eröffnet.

## Filmografie/Fernsehauftritte (Auswahl)
- 1972–1975: Der Kommissar (2 Folgen)
- 1973: Ein Haus voll Zeit (Fernsehfilm)
- 1974: Die Powenzbande (3 Folgen)
- 1974: Veränderungen in Milden
- 1975: Tadellöser & Wolff (2 Folgen)
- 1976: Block 7 (2 Folgen)
- 1977: Derrick – Yellow He
- 1977: Die Vorstadtkrokodile (Fernsehfilm)
- 1977: Tatort: Schüsse in der Schonzeit
- 1978: Sachrang (Fernsehfilm)
- 1978: Onkel Bräsig (Fernsehserie)
- 1978: Heroin 4 (Fernsehfilm)
- 1978: Eine seltsame Bescherung (Fernsehfilm)
- 1978: Derrick – Ute und Manuela (Fernsehserie, S04F06)
- 1978–1997: SOKO 5113 (9 Folgen)
- 1979: Tatort – 30 Liter Super
- 1979: Es begann bei Tiffany (Fernsehfilm)
- 1979: Fallstudien (Fernsehfilm)
- 1981: Derrick – Prozente (Fernsehserie, Folge 86)
- 1981–1999: Der Alte (11 Folgen)
- 1981: Das Boot
- 1983: Hinter der Tür (Der Tod kommt durch die Tür, Fernsehfilm)
- 1983–1988: Polizeiinspektion 1 (3 Folgen)
- 1984: Sigi, der Straßenfeger
- 1985: Gespenstergeschichten: Die Affenpfote
- 1986–2001: Großstadtrevier (5 Folgen)
- 1986–2001: Der Fahnder (5 Folgen)
- 1989: Derrick – Ein merkwürdiger Tag auf dem Lande
- 1989: Ein Fall für zwei – Gewissensbisse
- 1989: Peter Strohm – Noch drei Minuten bis Himmelfahrt
- 1989: Praxis Bülowbogen – So schnell heilt keine Wunde
- 1990: Liebling Kreuzberg – Ein Bruch nach dem anderen
- 1991 Die glückliche Familie – Familienchaos
- 1991: Die Männer vom K3 – Narkose fürs Jenseits
- 1992–1994: Freunde fürs Leben (7 Folgen)
- 1993: Justiz
- 1993: Schindlers Liste
- 1994: Glückliche Reise – Hongkong (Fernsehserie)
- 1994: Ärzte: Nachtrunden
- 1994: Cornelius hilft (1 Folge)
- 1994: Karakum
- 1994–1995: Zwei alte Hasen (12 Folgen)
- 1994–1997: Anna Maria – Eine Frau geht ihren Weg (20 Folgen)
- 1995: Dr. Stefan Frank – Der Arzt, dem die Frauen vertrauen – Ihr Glück begann mit einer Lüge
- 1995: Für alle Fälle Stefanie – Versager
- 1995–2000: Die Straßen von Berlin (22 Folgen)
- 1996: Aus heiterem Himmel – Hauptsache Geld
- 1996: Die Drei – Unschuldig (1 Folge)
- 1996: Alles nur Tarnung
- 1996: Die Katze von Kensington (Fernsehfilm)
- 1996: Guten Morgen, Mallorca (Fernsehserie)
- 1996: Tatort: Frankfurt–Miami
- 1996: Mona M. – Mit den Waffen einer Frau – So nicht, Frau Staatsanwalt
- 1996: Im Namen des Gesetzes – Siebzehn Jahr
- 1997: Der Kapitän – Den Tod im Nacken
- 1997: Solo für Sudmann
- 1997: Küstenwache – Die Jagd
- 1997: Wildbach – Mr. Honeymoon
- 1998: Road to Palermo
- 1998: Polizeiruf 110: Kleiner Engel
- 1998: Tatort: Bienzle und der Champion
- 1998–1999: Wolffs Revier (2 Folgen)
- 1998–1999: Hinter Gittern – Der Frauenknast (9 Folgen)
- 1999: Alarm für Cobra 11 – Die Autobahnpolizei – Brennender Ehrgeiz
- 1999: Bang Boom Bang – Ein todsicheres Ding
- 1999: Polizeiruf 110: Schellekloppe
- 1999: Die Motorrad-Cops – Hart am Limit – Am Abgrund
- 1999: Die Cleveren – Gier
- 2000: Die Pfefferkörner – Das teuerste Fahrrad der Welt
- 2000: Für alle Fälle Stefanie – Absturz der Träume
- 2000: Das Geheimnis in der Wüste (Fernsehsfilm)
- 2000: Die Wache – Der Bestatter
- 2000: Jetzt oder nie – Zeit ist Geld
- 2000: Manila
- 2000: Sumo Bruno – Dein schwerster Gegner bist du selbst
- 2001: Drehkreuz Airport – Goldfieber
- 2001: Ein göttlicher Job – Im Himmel wird ’ne Stelle frei
- 2001: Feindliche Übernahme – althan.com
- 2001: Siska – Letzte Zuflucht
- 2001: Hausmeister Krause – Ordnung muss sein (1 Folge)
- 2002: SOKO Leipzig – Echte Profis
- 2002: Geliebte Diebin (Fernsehfilm)
- 2002: Paule und Julia
- 2002: Tödliches Rendezvous – Die Spur führt nach Palma (Fernsehfilm)
- 2003: Was nicht passt, wird passend gemacht – Flight Club
- 2003: 4 Freunde & 4 Pfoten – Ein tierisches Abenteuer
- 2003: Um Himmels Willen – Gefahrenzone
- 2004: Doppelter Einsatz – Kidnapping
- 2004: Die Rosenheim-Cops – Tödliches Rendezvous
- 2004: Agnes und seine Brüder
- 2004: Trautmann – Schwergewicht
- 2004: Vera – Die Frau des Sizilianers (Fernsehfilm)
- 2005: Gute Zeiten, schlechte Zeiten (3 Folgen)
- 2005: Edel & Starck – Das jüngste Gericht – Teil 1
- 2005: Balko – Mittwochs Geheimnis
- 2005: Pastewka (Fernsehserie)
- 2006: Die Bullenbraut 2 - Der Tod hat 17 Karat (Fernsehfilm)
- 2006: Hello (Kurzfilm)
- 2007: Pfarrer Braun: Braun unter Verdacht (Fernsehfilm)
- 2007: Neues vom Wixxer
- 2007: Die ProSieben Märchenstunde – Der gestiefelte Kater – Catman Begins
- 2008: Spiel mir das Lied und du bist tot!
- 2008: Hardcover
- 2008: Chaostage – We Are Punks!
- 2009: Kopf oder Zahl
- 2009: Da kommt Kalle (Fernsehserie; Folge 53: Echte Freunde)
- 2009: Die Vorstadtkrokodile
- 2010: Kalte Karibik
- 2010: Zeiten ändern dich (Cameo-Auftritt)
- 2010: SOKO Stuttgart – Einmal Schwein sein
- 2010: SOKO Donau – Nina, 16, vermisst
- 2011: Fahr zur Hölle
- 2011: SOKO Kitzbühel – Auf Liebe und Tod
- 2011: Schlaraffenhaus
- 2011: Goodbye Deutschland Promi Spezial – Die Semmelrogges goes USA
- 2013: Promi Big Brother
- 2015: Kommissar Marthaler – Ein allzu schönes Mädchen (Fernsehfilm)
- 2015–2016: Im Knast (4 Folgen)
- 2016: Radio Heimat
- 2017: Einstein – Meganewton
- 2017: Das Sommerhaus der Stars – Kampf der Promipaare, mit seiner Frau Sonja
- 2018: Falk – Der Fall Roberto Blanco
- 2019: Um Himmels Willen – Der Außenseiter
- 2019: Tal der Skorpione
- 2019: U-235 – Abtauchen um zu Überleben
- 2020: Limbo (HFF München)
- 2020: Bettys Diagnose – Gegen alle Widerstände
- 2020: Kartoffelsalat 3  – Das Musical
- 2020: Polizeiruf 110: Totes Rennen
- 2020: Falk – Der Mutterschaftstest
- 2021: Browser Ballett – Satire in Serie (Folge 5)
- 2022: Die Passion
- 2022: Der König von Palma (1 Folge)
- 2022: Club der guten Laune
- 2022: Zurück in die Schule
- 2022: Die Carolin Kebekus Show - Gastauftritt
- 2022: SOKO Stuttgart – Letztes Kapitel
- 2025: Über Geld spricht man doch, Joyn
- 2025: Kampf der Realitystars

### Theater
- 2007/08: Zipf oder die dunkle Seite des Mondes im Theater Hausruck als KZ-Kommandant Adonis Schöpperle
- 2008/09: Rocky Horror Show (Musical) in Berlin als Erzähler
- 2009: Das Geld anderer Leute als Lawrence Garfield, genannt Larry der Liquidator
- 2009: Karl-May-Spiele in Bad Segeberg als Bösewicht Cornel Brinkley
- 2010: Piraten vor Cartagena in Grevesmühlen als Israel Hands (Piraten-Open-Air)
- 2011: Enron (Hamburger Kammerspiele)
- 2011: Die Schweden kommen! in Wittstock/Dosse als General von Hassfeldt
- 2011: Die Hölle vor Maracaibo in Grevesmühlen als Sir Stede Bonnet (Piraten-Open-Air)
- 2012: Ein Leben für die See in Grevesmühlen als Sir Stede Bonnet (Piraten-Open-Air)
- 2012: Der Rosenkrieg als Oliver Rose
- 2013: Der alte Freibeuter in Grevesmühlen als Dr. Sargo-Tan (Piraten-Open-Air)
- 2013: Die toten Augen von London als Inspektor Larry Holt[25]
- 2014: Unter Geiern – Der Geist des Llano Estacado in Elspe als Gangsterboss Weller (Karl-May-Festspiele)
- 2015: Biedermann und die Brandstifter (Landesbühne Rheinland-Pfalz)
- 2017: Othello (Landesbühne Rheinland-Pfalz)
- 2022: Kauz und Chaotin

### Synchronsprecher
- 1983: Gib Gas – Ich will Spaß als Andy Eckelmann
- 1989: Die Kaminhexe
- 1992–1995: Als die Tiere den Wald verließen als Herr Igel und Spicker, die Ratte
- 1996: Werner – Das muß kesseln!!! als Tankstellenbesitzer Shorty
- 1998: Bube, Dame, König, grAS als Erzählstimme
- 1999: End of Days – Nacht ohne Morgen als Albino
- 2001: Die Monster AG als Randall Boggs
- 2001: Barbie in Der Nussknacker als Mäusekönig
- 2004: The Cop, the Criminal and the Clown als Marius
- 2006: Es war k’einmal im Märchenland als Rumpelstilzchen
- 2011: Rango als die Krötenechse Waffles[26]
- 2013: Assassin’s Creed IV: Black Flag als Pirat Jack Rackham

### Hörbücher
- „Tagebuch einer Killerkatze“ von Anne Fine
- Lesung „Fear and Loathing in Las Vegas“ (2001) mit Lesetour
- Absichtlich nervtötende Werbestimme von BOB (Österreichische Mobilfunkmarke der Mobilkom Austria)
- Biografie White Line Fever von „Lemmy“ (Motörhead)
- „Bartimäus – Das Amulett von Samarkand“ (1. Teil)
- Fuck Machine. Gedichte vom südlichen Ende der Couch
- „Madou und das Licht der Fantasie“ als Murk
- „Heiße Spur in Dixies Bar“

### Hörspiele
- 1976: Jean Chatenet: Die Wölfin – Regie: Raoul Wolfgang Schnell (Kriminalhörspiel – SDR)
- 1979: Rodney David Wingfield: Pechvögel - Regie: Willy Purucker (Kriminalhörspiel - BR)[27]
- 1998: Heiner Grenzland: Deadline – Regie: Heiner Grenzland/Bernhard Jugel (Hörspiel und Medienkunst – BR)
- 1999: Isaak Babel: Die Reiterarmee (Levka) – Regie: Joachim Staritz (Hörspiel (3 Teile) – MDR/DLR)
- „Die Kaminhexe“ als Rufus
- Die Drei Fragezeichen – Folge 144: „Zwillinge der Finsternis“ als Jeremy Witherspoon (2008)
- Captain Blitz und seine Freunde in der Folge „Die Totenkopfbande“ als Pik As
- Dorian Hunter, Folge 1 „Im Zeichen des Bösen“ als Vukujev
- Dorian Hunter, Folge 2 „Das Henkersschwert“ als Equinus
- Dorian Hunter, Folge 3 „Der Puppenmacher“ als Equinus
- Dorian Hunter, Folge 10.1 „Der Folterknecht – Die Nacht von Nancy“ als Equinus
- Geisterjäger John Sinclair, Folge „Der Pfähler“ als Jack Rambaldi
- Die Drei Fragezeichen Kids – Folge 3 „Invasion der Fliegen“ als Berthold von Bock
- Sebastian Büttner: Katsche, Kopp und Ko – Regie: Matthias Kapohl (Kriminalkomödie – WDR), 2021
- Zurück in die Schule (Sat 1) 2022/09